# باول ليفينغستون
باول ليفينغستون (بالإنجليزية: Paul Livingston)‏ هو ممثل أسترالي، ولد في 1 فبراير 1956.

## أعمال

### أفلام
- (1995) بيبي[2]

## وصلات خارجية
- باول ليفينغستون على موقع IMDb (الإنجليزية)
- باول ليفينغستون على موقع ألو سيني (الفرنسية)
- باول ليفينغستون على موقع ميوزك برينز (الإنجليزية)
- باول ليفينغستون على موقع ميوزك برينز (الإنجليزية)
- باول ليفينغستون على موقع ميوزك برينز (الإنجليزية)
- باول ليفينغستون على موقع ميوزك برينز (الإنجليزية)
- باول ليفينغستون على موقع أول موفي (الإنجليزية)
- باول ليفينغستون على موقع قاعدة بيانات الأفلام السويدية (السويدية)
- باول ليفينغستون على موقع ديسكوغز (الإنجليزية)
- باول ليفينغستون على موقع قاعدة بيانات الفيلم (الإنجليزية)